# Vz. 24
O fuzil vz. 24 é uma carabina de ação de ferrolho projetada e produzida na Tchecoslováquia de 1924 a 1942. Foi desenvolvido a partir do fuzil alemão Gewehr 98 e apresenta um desenho de ferrolho muito semelhante. O fuzil foi projetado na Tchecoslováquia, logo após a Primeira Guerra Mundial, para substituir o vz. 98/22, também um derivado tcheco do Gewehr 98. O vz. 24 tinha um cano de 590mm, sendo mais curto e considerado mais conveniente do que o cano de 740mm do Gewehr 98. O vz. 24 possuía câmara para 7,92×57mm Mauser como seus antecessores.
Durante o final da década de 1920 e na década de 1930, a Tchecoslováquia exportou centenas de milhares de fuzis vz. 24 para vários países em todo o mundo, com variantes sendo calibradas no 7,92×57mm Mauser original, no 7×57mm Mauser e no 7,65×53mm Mauser. Isso incluía encomendas para vários países da América do Sul, a maioria das quais eram armas no calibre 7mm ou 7,65mm. Cerca de 40.000 foram enviados para as forças republicanas espanholas durante a Guerra Civil Espanhola. Quase 200.000 fuzis foram comprados pela China, tendo visto ação na Segunda Guerra Sino-Japonesa e na Segunda Guerra Mundial. O Irã comprou fuzis vz. 24, juntamente com duas outras variantes, durante o final das décadas de 1920 e 1930, e, mais tarde, produziram suas próprias cópias no final da década de 1940.
A Alemanha adquiriu centenas de milhares desses fuzis em 1939, quando ocupou a Tchecoslováquia, e os colocou em serviço sob a designação Gewehr 24(t); durante a ocupação, a produção dos fuzis continuou até 1942, quando as fábricas foram convertidas para a produção do fuzil Karabiner 98k, de origem alemã. Durante esse período, várias centenas de milhares de fuzis também foram construídos para o Exército da Romênia. Fuzis vz. 24 viram um extenso serviço durante a Segunda Guerra Mundial em vários teatros, predominantemente com os exércitos alemão e romeno na Frente Oriental. Os vz. 24 lituanos, capturados durante a invasão alemã em 1941, foram posteriormente apreendidos pelas forças soviéticas, que, por sua vez, os usaram para armar os vietcongues durante a Guerra do Vietnã, na década de 1960.

## Desenvolvimento e serviço no Exército da Tchecoslováquia

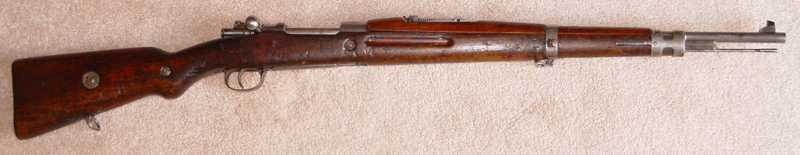
Fuzil vz. 24.

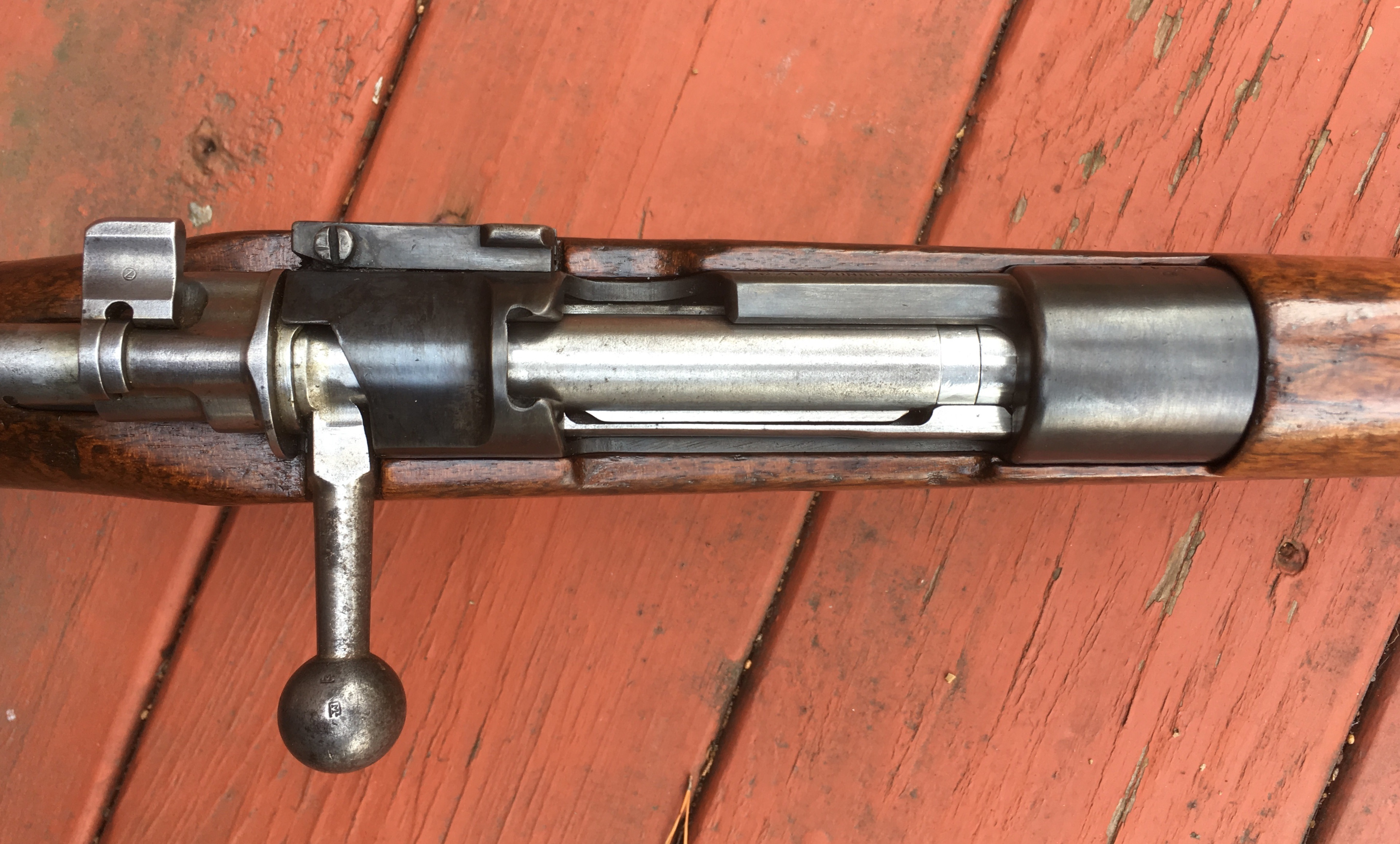
Caixa da culatra de um vz. 24 de contrato romeno.

Após a Primeira Guerra Mundial, o Império Austro-Húngaro foi desmantelado; um dos novos estados a emergir das ruínas da Monarquia de Habsburgo foi a Tchecoslováquia. O novo estado recebeu o controle da fábrica da Škoda em Brno, que foi rebatizada de Brno Arms Works em novembro de 1918. No ano seguinte, a fábrica começou a produzir os primeiros fuzis curtos baseados no design do alemão Gewehr 98, designados Mauser Jelená. Pelo menos 150 dos fuzis foram produzidos com câmara para 7mm Mauser, e pelo menos tantos também com câmara para 7.92×57mm Mauser. O fuzil Gewehr 98 original apresentava um cano de 740 mm (29 pol.) de comprimento, que provou ser muito longo e pesado no combate de trincheiras da Primeira Guerra Mundial. Não obstante, a Brno desenvolveu o longo vz. 98/22, em 1922, a partir do design básico do Gewehr 98, com um cano de 740 mm (29 pol.) de comprimento, juntamente com a variante vz. 98/22 Short Rifle, embora não tenha visto uma produção significativa.
A partir de 1923, a Brno decidiu desenvolver um fuzil baseado no alemão Karabiner 98AZ, uma versão reduzida do Gewher 98 com um cano de 590 mm (23 pol.). Isso resultou no vz. 23, um fuzil com cano de 550 mm (21,5 pol.) de comprimento que foi produzido inicialmente com peças canibalizadas de outros fuzis. O design foi posteriormente refinado no vz. 23A, que consistia em componentes recém-fabricados. Refinamentos posteriores deram origem ao vz. 24, que entrou em produção em 1924. Naquele ano, a Brno Arms Works, controlada pelo governo da Tchecoslováquia, foi privatizada para incentivar as vendas de exportação.
O vz. 24 se tornou o fuzil principal do Exército da Tchecoslováquia antes da Segunda Guerra Mundial. Assemelhava-se ao alemão Karabiner 98k, que foi criado mais de uma década depois da introdução do vz. 24. Ao contrário do K98k, o vz. 24 tinha um guarda-mão superior mais longo e mantinha uma alavanca de manejo reta. Entre 1924 e 1938, a Tchecoslováquia fabricou mais de 775.600 fuzis, com os primeiros tendo entrado em serviço em 1926. O pedido final foi feito em julho de 1938, à medida que as tensões aumentavam com a Alemanha Nazista sobre os alemães dos Sudetos. Após a ocupação alemã da Tchecoslováquia, a produção continuou para a República Eslovaca (um estado cliente da Alemanha Nazista). O número exato de fuzis fabricados entre 1938 e 1939 é desconhecido, mas pode ser menor que 10.000, com base no número de série dos fuzis sobreviventes.

### Descrição
O vz. 24 tinha um design de ação de ferrolho baseado na ação Mauser, apresentando uma alavanca de manejo reta. O cano do fuzil, de 590 mm (23 pol.) de comprimento, apresentava estriamento de quatro ranhuras com torção à direita. No geral, o fuzil tinha 1.100 mm (43 pol.) de comprimento e pesava 4,2 kg. A câmara primária era para 7.92×57mm Mauser, mas as variantes de exportação também tinham câmara para 7×57mm Mauser e 7.65×53mm Argentine. A munição era armazenada em um carregador interno e fixo, de cinco cartuchos, embutido no corpo da arma e municiado através de um clip. Os fuzis eram equipados com uma alça de mira do tipo tangente, graduada em incrementos de 50 metros até um alcance máximo de 2.000 metros. A massa de mira apresentava um protetor para evitar danos.
A coronha do fuzil apresentava um punho de pistola e um guarda-mão superior que se estendia do anel dianteiro da caixa da culatra até o anel do cano. Alças de bandoleira eram colocadas na parte traseira inferior da soleira, no lado esquerdo do punho e no anel traseiro do cano. Uma haste de limpeza era armazenada embaixo do cano.

## Exportação e emprego em combate estrangeiro

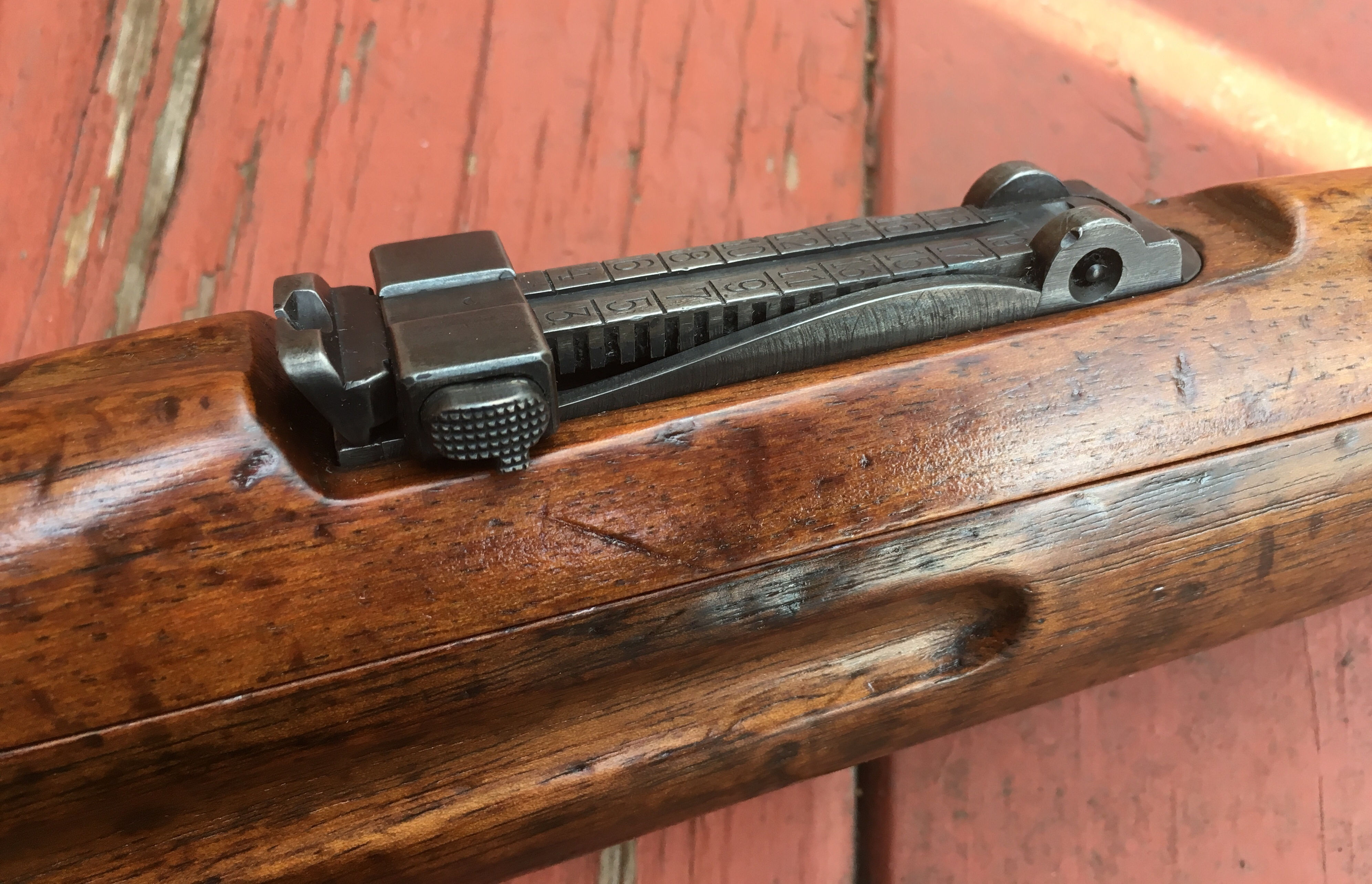
Alça de mira tangente.

Muitos países da América do Sul compraram o fuzil vz. 24 em vários calibres. Entre 1928 e 1938, o Exército da Bolívia comprou 101.000 fuzis vz. 24 com câmara para 7.65×53mm Argentine; esses fuzis foram usados contra o Paraguai durante a Guerra do Chaco, na década de 1930, e muitos deles foram capturados pelo Exército do Paraguai, que, por sua vez, os usou contra a Bolívia. A Colômbia encomendou 10.000 fuzis entre 1929 e 1937, e a Venezuela comprou um número desconhecido de fuzis em 1930; os fuzis de ambos os países possuíam câmara de calibre 7 mm. Em 1932, os revolucionários brasileiros encomendaram 15.000 fuzis, que foram construídos com alavancas de manejo curvadas para baixo. O Peru encomendou 5.000 fuzis com câmara de calibre 7 mm em 1934, e o Equador comprou 30.000 fuzis de calibre 7,92 mm em 1936. Guatemala e El Salvador encomendaram 4.000 e 300 fuzis 7,92 mm em 1937, respectivamente, e a Nicarágua comprou 1.000 fuzis 7 mm naquele ano. Também em 1937, o Uruguai encomendou 6.000 fuzis 7 mm, dos quais 2.000 eram as variantes vz. 32 / Modelo 1932, que eram essencialmente vz. 24s mais leves.
Vários países europeus também adquiriram o fuzil, todos no calibre 7,92 mm. O Exército da Lituânia adquiriu o vz. 24 na década de 1930, e muitos desses fuzis foram capturados pelas forças alemãs durante a Operação Barbarossa, antes de cair nas mãos do Exército Soviético no final da guerra; alguns desses fuzis foram enviados ao Vietnã para armar os vietcongues, e outros foram capturados pela terceira vez pelas forças estadunidenses durante a Guerra do Vietnã. A Iugoslávia comprou 40.000 fuzis em 1926, todos provenientes de estoques do Exército da Tchecoslováquia, e mais de 10.000 entre 1928 e 1930. Esses fuzis viram ação na Segunda Guerra Mundial durante a invasão alemã da Iugoslávia em abril de 1941, bem como durante a insurgência dos partisans contra a ocupação alemã. Em 1935, a Letônia negociou fuzis No. 1 Mk. III Lee-Enfield excedentes por 15.000 vz. 24s; a Brno Arms Works, por sua vez, vendeu os Lee-Enfields para o Iraque. Durante a Segunda Guerra Mundial, os combatentes da resistência letã empregaram vz. 24s, que haviam sido encomendados pelo Exército da Letônia, contra a ocupação alemã.

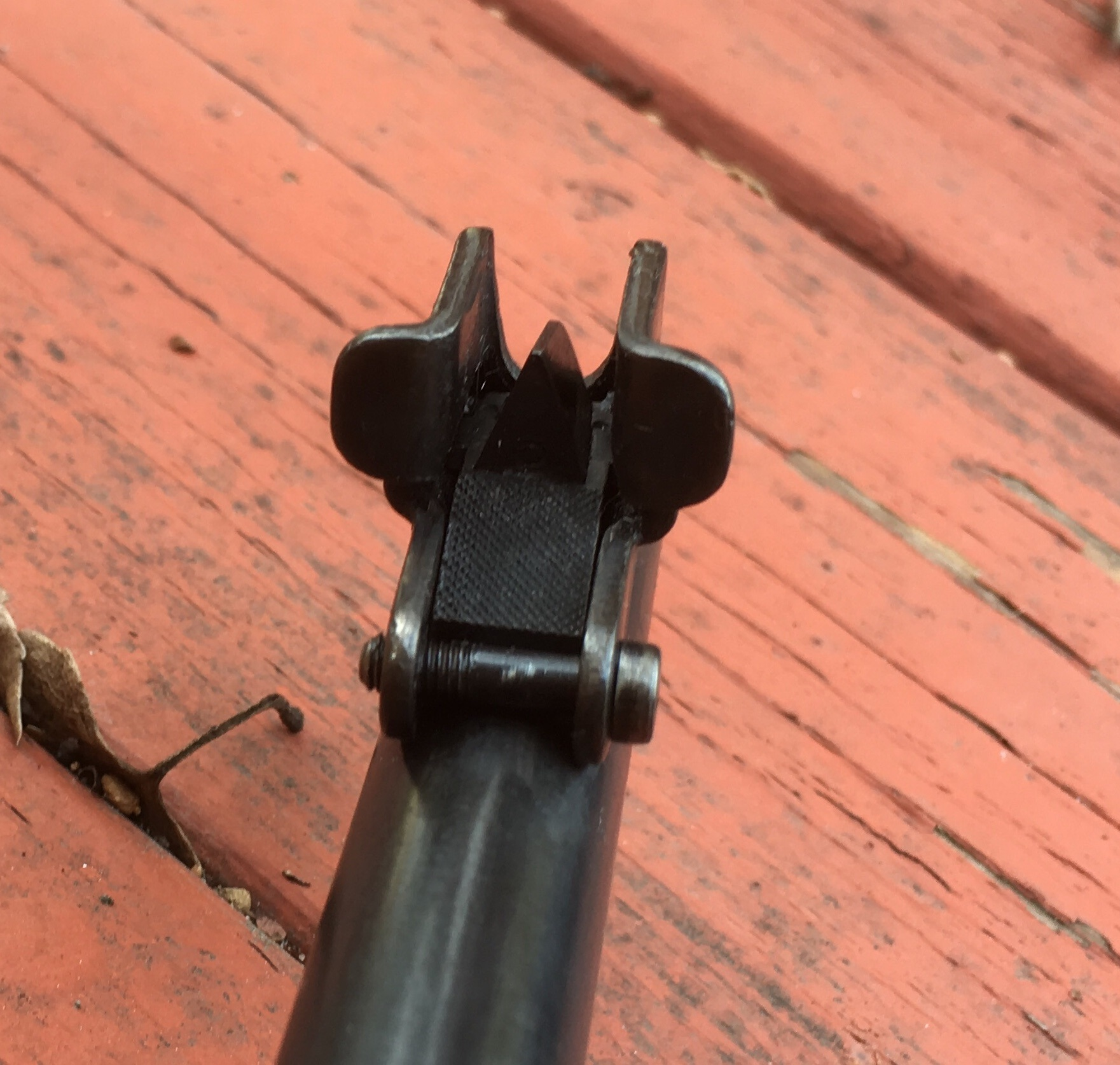
Massa de mira.

O vz. 24 também viu ação na Guerra Civil Espanhola pelas tropas republicanas catalãs. Cerca de 40.000 vz. 24s foram comprados pela União Soviética da Tchecoslováquia para serem enviados à Guerra Civil Espanhola. Os vz. 24s foram enviados de Murmansk em 1º de março de 1938, juntamente com outros armamentos (tanques T-26 e artilharia de campo francesa de 76 mm). O cargueiro francês Gravelines, que transportava todos os armamentos, conseguiu levar as armas para Bordeaux, de onde foram enviadas por terra através da fronteira para a Catalunha. Apesar de chegar tarde na guerra, o vz. 24 foi usado na Catalunha e na costa mediterrânea da Península Ibérica e viu ação na Batalha do Ebro, onde mostrou bons resultados, apesar da vitória franquista-nacionalista. Após a derrota da Segunda República Espanhola, o generalíssimo Francisco Franco manteve os fuzis que sobreviveram à batalha até 1959, quando foram vendidos para a Interarms.
A partir de 1927, o governo nacionalista chinês começou a encomendar fuzis e, em 1937, havia comprado 195.000 vz. 24s. Eles viram ação durante a Segunda Guerra Sino-Japonesa, no final dos anos 1930, e muitos desses fuzis foram capturados pelas forças japonesas; eles foram então usados para armar cinco divisões de infantaria estacionadas na China, bem como o Exército Chinês Colaboracionista. Após a guerra, o Japão entregou os fuzis à China, que foram então entregues às forças nacionalistas para uso durante a Guerra Civil Chinesa. A China fabricou uma cópia do vz. 24 que apresentava um cano mais curto e uma baioneta dobrável lateral. Alguns desses fuzis foram capturados pelo Exército de Libertação Popular e usados na Coreia. O Japão também encomendou 40.000 fuzis para a Marinha Imperial Japonesa em 1938.
Após a Segunda Guerra Mundial, fuzis da Tchecoslováquia foram enviados para o Iraque. Em 1967, o estado secessionista do Biafra encomendou várias armas da Tchecoslováquia, incluindo 1.860 fuzis vz. 24.

### G24(t) alemão
Após a ocupação da Tchecoslováquia, em 1938, os alemães colocaram em serviço os estoques existentes do vz. 24 sob a designação Gewehr 24(t) ('t' sendo o designador de origem nacional tschechoslowakisch, a palavra alemã para "tchecoslovaco"; esses designadores de origem nacional eram a prática alemã para denominar todas as armas estrangeiras colocadas em serviço). Os fuzis G24(t) fabricados após a ocupação alemã foram completados com um design modificado para aderir aos padrões alemães. Isso incluiu alterações na coronha, com fendas cortadas para encaixar as bandoleiras alemãs, e a instalação do conjunto de um disco e de uma haste oca que permitia que os soldados desmontassem seus ferrolhos. A Brno continuou a produção do fuzil, que ganhou progressivamente algumas características do K98k à medida que estoques de componentes pré-guerra eram esgotados. A soleira plana original foi substituída pela soleira côncava do tipo K98k, e as coronhas de nogueira foram substituídas por versões laminadas mais fáceis de produzir.
Em 1942, a linha de produção na fábrica de Považská Bystrica foi totalmente convertida na construção de fuzis K98k, e a principal fábrica em Brno foi convertida da mesma forma no ano seguinte. Ao longo de 1941 e 1942, um total entre 255.000 e 330.000 fuzis G24(t) foi construído antes da produção passar para os K98ks. Os fuzis G24(t) não receberam as antigas estampas tchecoslovacas e, em vez disso, apenas exibiam marcas perfuradas de verificação do exército e códigos de inspeção Waffenamt.

### Vz. 24 romenos

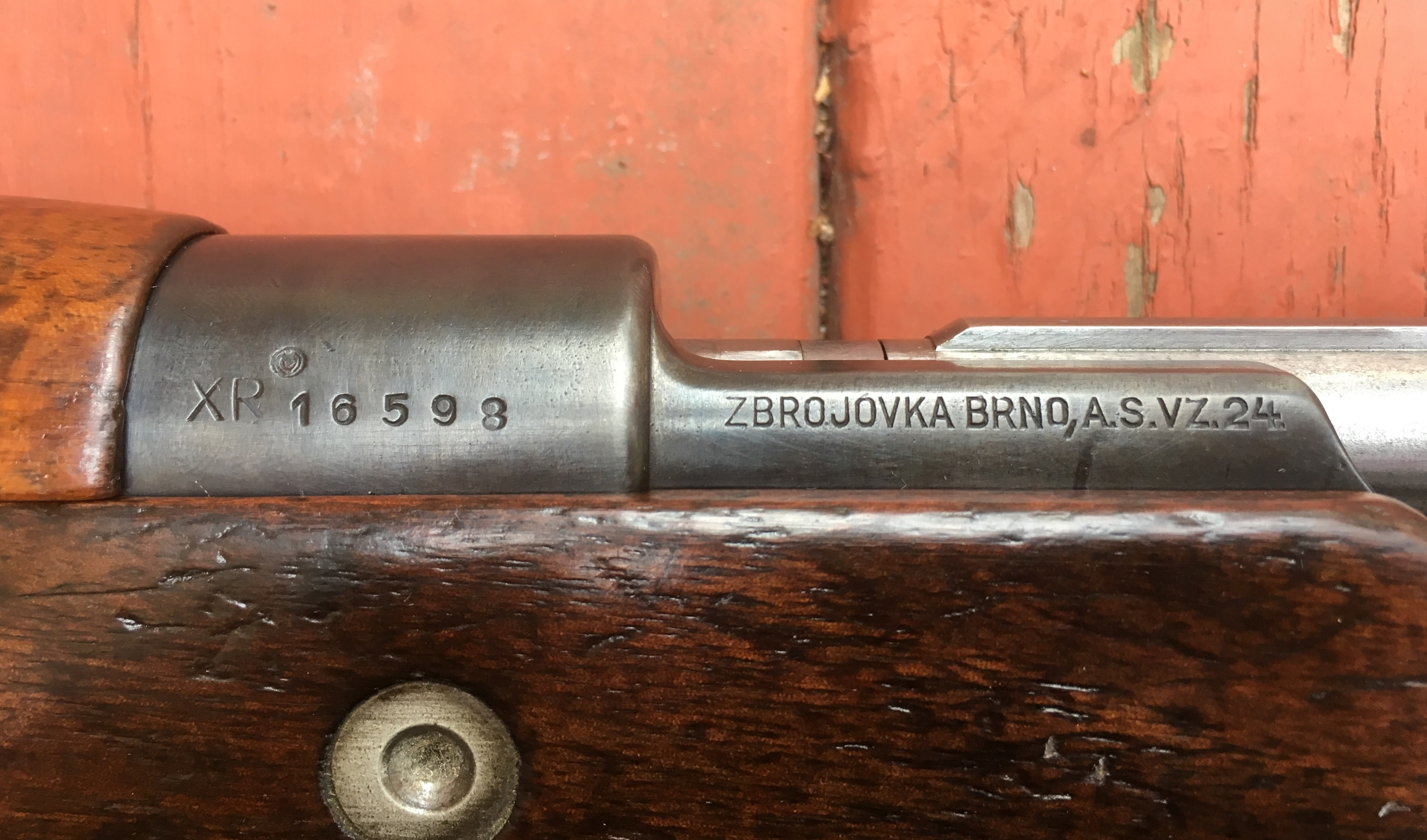
Vz. 24 de contrato romeno mostrando o número de série precedido pelo código "XR".

No final dos anos 1920 e início dos anos 1930, o Exército da Romênia decidiu adotar o vz. 24 como seu fuzil de infantaria padrão, embora não tivesse adquirido armas suficientes para armar completamente suas tropas quando o país entrou na Segunda Guerra Mundial, em 1941. Os primeiros pedidos para fuzis vz. 24 foram feitos em 1938, após a invasão alemã. O vz. 24 de contrato romeno têm um prefixo de duas letras no início do número de série, sendo a primeira letra variável, e o segundo "R" para designar a Romênia. Cada letra inicial indica blocos de fabricação de 25.000 fuzis. Nos vz. 24 romenos, os prefixos "AR", "BR", "CR" até "YR" representam diferentes períodos de fabricação, embora vários blocos não tenham sido relatados, incluindo "IR", "JR", "KR", "MR", "NR", "QR", "VR" e "ZR". Ao longo do contrato, os tchecos fabricaram entre 400.000 e 750.000 vz. 24 romenos. Os primeiros dois anos de produção incluíram brasões reais para o Rei da Romênia, embora os fuzis construídos a partir de 1940 não apresentem brasões, e muitos dos fuzis sobreviventes tenham tido seus brasões arrancados. Em meados de 1943, 445.640 fuzis já haviam sido recebidos pelo Exército da Romênia.
A Romênia fez parte do Eixo durante grande parte da Segunda Guerra Mundial, de 1941 a 1944. Os vz. 24 romenos viram ação na Ucrânia, na Bessarábia e em combates particularmente intensos durante a Batalha de Stalingrado.

### Brno iraniano
Em 1929, o Irã encomendou 30.000 fuzis vz. 24 com câmara de calibre 7,92 mm, todos provenientes de estoques do Exército da Tchecoslováquia. Um pedido posterior de 240.000 fuzis foi feito em 1930, embora estes tenham sido para a variante vz. 98/29, com um cano mais longo; outro pedido por 30.000 fuzis "mosquetão" vz. 98/29 foi feito no mesmo tempo. Como os pedidos de vários outros países, o contrato inicial de 30.000 vz. 24s veio de estoques do Exército da Tchecoslováquia, enquanto os pedidos posteriores para as variantes vz. 98/29 eram armas de produção nova. O pedido total não foi concluído antes da conquista da Tchecoslováquia pela Alemanha. Os fuzis "mosquetão" foram designados carabina Model 30 e, no final da década de 1940, a Tchecoslováquia ajudou os iranianos a montar uma fábrica para fabricar suas próprias cópias, a carabina Model 49.
Os fuzis, chamados de "Brnos" ou "Bernos" devido à sua cidade de fabricação, provaram ser apreciados pelos vários grupos tribais do Irã, que frequentemente se rebelavam contra o governo do xá. Depois que Reza Pahlavi foi deposto em 1941 pela Invasão anglo-soviética do Irã, um número significativo de fuzis caiu nas mãos de rebeldes tribais e foram usados em conflitos tribais durante a década de 1950. Durante a ocupação anglo-soviética, os soviéticos apreenderam e distribuíram 10.000 dos Brnos às tribos curdas no oeste do Irã, as quais eles também ajudaram a treinar. A força curda provou ser a base dos Peshmerga.

## Utilizadores
- Biafra[22]
- Bolívia[14]
- Brasil[14]
- Colômbia[12]
- Taiwan[12]
- Tchecoslováquia[6]
- Equador[12]
- El Salvador[12]
- Estónia[14]
- Guatemala[12]
- Irã[12]
- Reino do Iraque[21]
- Império do Japão[12]
- Letónia[14]
- Lituânia[14]
- Alemanha Nazista[6]
- Nicarágua[12]
- Paraguai[8]
- Peru[12]
- Reino da Romênia[14]
- República Eslovaca[6]
- Segunda República Espanhola[14]
- Turquia[12]
- Uruguai[12]
- Venezuela[12]
- Việt Cộng[13]
- Reino da Iugoslávia[6]